# VELEbit
VELEbit je hrvatsko superračunalo. Jedan od najsnažnijih računalnih sustava u akademskoj zajednici Republike Hrvatske. Čini ga 64 računalna čvora koji korisnicima osigurava ukupno 1792 procesorske jezgre. Smješten je u SRCU. Uspostavljen je u okviru projekta "Jačanje kapaciteta Ministarstva zaštite okoliša i prirode za prilagodbu klimatskim promjenama te priprema Nacrta Strategije prilagodbe klimatskim promjenama". Projekt završava uskoro te će biti pridružen drugom, najpoznatijem hrvatskom superračunalu Isabelli.